# 1895, potres
1895, potres je ljubezenski roman pisatelja Janija Virka. Knjiga je prvič izšla leta 2004 v Ljubljani pri Državni založbi Slovenije.
Potres je simbol ljubezni glavne osebe v romanu. Med drugim je v knjigi opisan stvarni potres v Ljubljani.

## Vsebina
Ivan Lapajne, ki že v samem začetku zapusti študij prava na Dunaju in se  prepusti življenju v Ljubljani tako, da vsak večer s svojima podnajemniškima stanovalcema poročnikom Bullowim in Schweigerjem igrajo tarok in popivajo. Ivan pa se vsak teden druži s svojo zaročenko Petro Grasselli. 
Medtem pa se v Italiji odvija druga zgodba, ko se Marija de majo pri osemnajstih pa odseli v Trst k sestrični Klari Augsburg. Družina se je skupaj z Marijo de majo odpravila na počitnice na Krf. Tam se Marija de majo zaljubi v premožnega Rimljana Benedetta de Gambina z njim se tudi poroči in tako se Marija odseli v Rim. Benedetto se nekega odpravi v igralnico v Monaku kjer zapravi ves denar. Oče ga kaznuje tako, da ga pošlje z vojsko v Etiopijo. Benedetto kmalu zboli in umre. Njegova zaročenka se kmalu preseli nazaj v Trst. Njen stric pa je obležal na smrtni postelji in nato umrl. Marija de majo se skupaj s sestrično odpravi na velikonočne praznike v Ljubljano.
Marija de majo se je nekega popoldneva odločila, da bo preizkusila povsem novo kolo njene sestrične. Odpravila se je na pot izven Ljubljane. Ivan pa si je vsak četrtek sposodil konja pri poročniku. Konja je jezdil na vso moč. Nakar je njegov konj trčil v kolo Ivan pa je pristal na tleh. Marija de majo je takoj nudila pomoč nezavestnemu. Ivan pa je imel z njo druge načrte in ji kaj hitro zlezel pod krilo oba pa sta se prepustila užitkom. 
Ivan se je odpravil do podnajemniške sobe in za las ušel mimo poročnika. Odpravil se je nazaj do Marije de majo in jo pospremil do doma. Sam se je odpravil v posteljo vendar ne za dolgo k njemu je prišla Ana Langus hišna gospodinja. Delo na njemu je opravila kar sama. Naslednji popoldne pa se je Ivan odpravil do Marije še isti in zadnji večer v Ljubljani sta preživela skupaj.
Na velikonočno večerjo pri Grassellijevih je bil povabljen Ivan, ki je prišel na vse skupaj v hiši pa se ni zanimal preveč in po večerji se odpravil v posteljo. Začela pa se je najbolj nezaželena stvar in to je bil potres, ki je močno prizadel Ljubljano. Ivan se hitro odpravil iz hiše, zatem pa do Marijine hiše tam ga je opazil vojak in ga odvedel v zapor. Marija de majo je pričela z iskanjem Ivana, ker ga ni našla se je sama odpravila na vlak za Trst. Na tem vlaku pa se znašel Ivan in tako sta si z Marijo skočila v objem. 